# Gaylussacia brachycera
Gaylussacia brachycera là một loài thực vật có hoa trong họ Thạch nam. Loài này được (Michx.) Torr. & A.Gray mô tả khoa học đầu tiên năm 1846.

## Hình ảnh

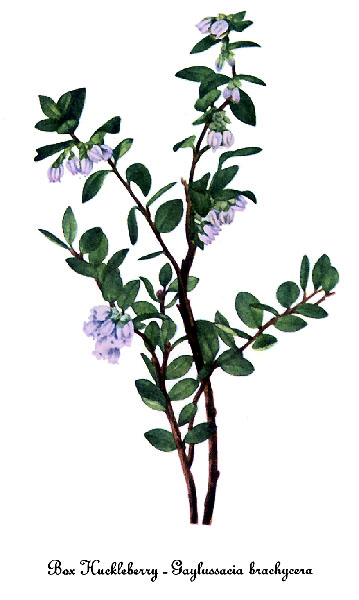
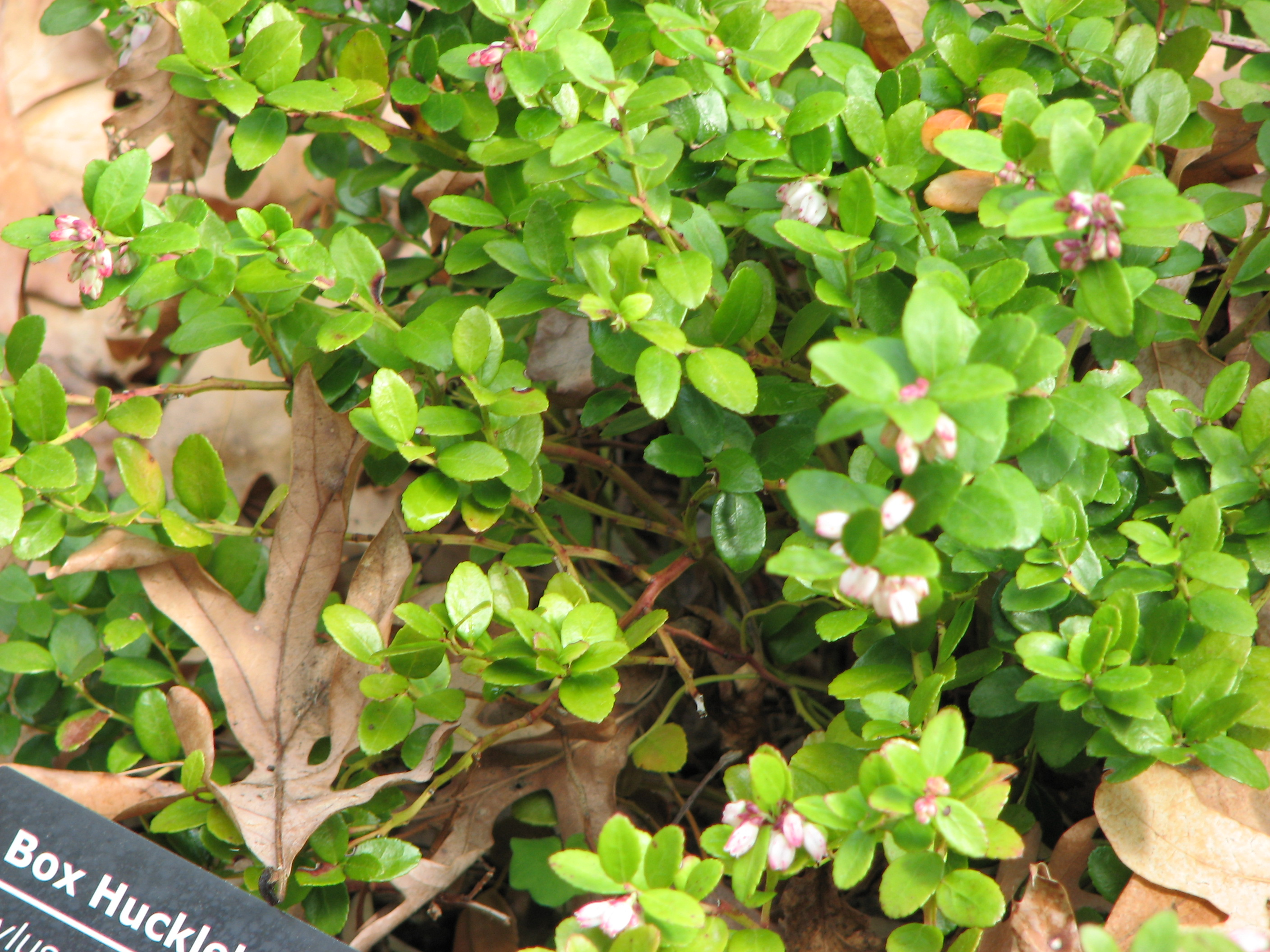